# Thé au Rwanda

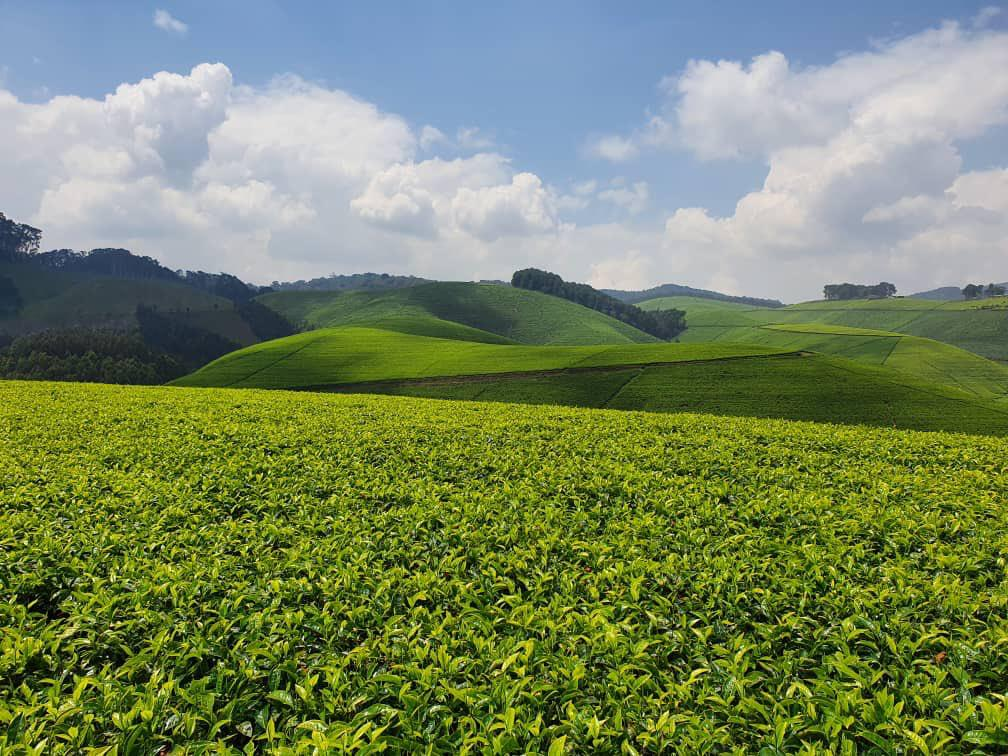
Champs de thé au Rwanda

Le thé au Rwanda est cultivé depuis 1954 et constitue la plus grosse culture de rente du pays.

## Histoire
En 1946, l'entreprise Kirwa importe du théier au Rwanda. En 1953, les arbustes commencent à produire du thé ; l'année suivante, la Société Agricole de Bigutu, française, se lance dans la culture du thé.
Kirwa rencontre un certain succès dans la préfecture de Byumba et s'étend dans le nord du pays. En 1953, les autorités de tutelle belges font installer une usine à thé à Mulindi (en) avec l'aide du Fonds européen de développement. Il s'agit d'une entreprise exploitée en coopérative et la construction de l'usine est achevée en 1959.
En mai 1958, des planteurs privés se groupent en une Société Coopérative Thé, ou Coothédendezi, de Dendezi. Ils construisent la seconde usine à thé rwandaise et s'engagent à planter 278 hectares de théiers, avec des superficies individuelles de 10 à 50 hectares.
En 1962, 112 hectares de thé sont cultivés par le gouvernement à Mulindi et un nouveau programme d’extension est lancé en milieu rural avec l'aide du FED.
En 1963, la société de Bigutu a 104 hectares de théiers produisant 100 tonnes de thé noir par an, qui sont traitées sur place dans une petite usine ouverte en 1960. La propriété de Kirwa s'ajoute à celles de Mulungu, venue du Zaïre, et s'étend dans les préfectures de Cyangugu et Byumba. Les nouvelles zones couvertes par la théiculture font le lien entre les planteurs de caféiers, de quinquina et de théiers au Kivu à l'Ouest et de la grande région théicole de l'ouest de l'Ouganda à l'Est.
Les projets continuent à s'étendre, capitalisant entre autres sur le retour au pays de population émigrée ayant travaillé dans les plantations théicoles du Zaïre, de l'Ouganda et du Kenya. En 1972, le Rwanda compte 2150 hectares de terrains aptes à la théiculture mais pas encore entièrement mis en production ; le gouvernement investit dans la préparation de 2000 hectares supplémentaires.
De 1961 à 1971, le ministère de l'agriculture est responsable de la création de toutes les plantations. De 1971 à 1974, la tutelle des opérations est confiée à un Office pour le Développement de la Théiculture au Rwanda. En 1974, un Office des Cultures Industrielles du Rwanda est créé et inclut un département du thé, couramment appelé OCIR-Thé.
En 1978, un seuil est atteint et s'exprime par un très net ralentissement de l'extension des surfaces. C'est une conséquence essentiellement de l'arrêt de l'extension des paysannats agricoles au profit d'un développement rural des cultures vivrières par le biais de coopératives industrialisées. Le 31 décembre 1981, la superficie totale plantée en théiers est de 9220,81 hectares. À cette époque, on compte 49,19% de petites exploitations paysannes, 32,89% de coopératives théicoles, 14,70% de cultures industrielles et 3,1% de plantations privées rwandaises ou étrangères.
En 2020, 20% des domaines sont étatiques et 80% sont des petites parcelles paysannes, avec un fort mouvement de privatisation ; la théiculture est l'une des plus grosses filières agro-industrielles du pays et la plus grosse culture de rente du pays.

## Commerce

### Exportation
| Année      | Volume exporté | Valeur exportée          |
| ---------- | -------------- | ------------------------ |
| 2016-2017, | 25 128 tonnes  | 74,5 millions de dollars |
| 2017-2018, | 27 824 tonnes  | 88 millions de dollars   |

### Marques commerciales
Dans les années 1980, le thé noir rwandais est en quasi-totalité vendu et exporté par l'OCIR-Thé et la Société Rwandaise de Thé, toutes deux établies à Kigali et rendant des comptes au gouvernement.

## Production

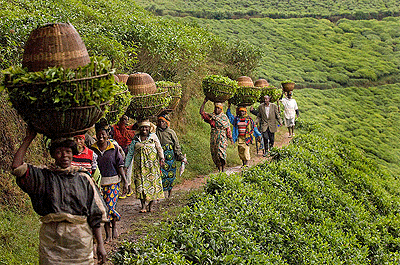
Récolte du thé au Rwanda

### Plantations
De 1961 à 1971, le ministère de l'agriculture est responsable de la création de toutes les plantations. De 1971 à 1974, la tutelle des opérations est confiée à un Office pour le Développement de la Théiculture au Rwanda. En 1974, un Office des Cultures Industrielles du Rwanda est créé et inclut un département du thé, couramment appelé OCIR-Thé. En 2020, 20% des domaines sont étatiques et 80% sont des petites parcelles paysannes ; la théiculture est l'une des plus grosses filières agro-industrielles du pays.

### Conditions de travail
Les personnes employées dans les plantations de thé sont en majorité des jeunes femmes.

### Impact environnemental
Le climat du Rwanda, qui est un climat équatorial montagnard, permet une culture facile du thé. La limite altitudinale de la culture se situe entre 2300 et 2500 mètres d'altitude.

### Transformation
Jusqu'en 1979, cinq usines sont en fonctionnement au Rwanda ; elles utilisent toutes la méthode CTC. Deux usines ferment en 1968, et quatre nouvelles ouvrent en 1982.
En 2018, il y avait 16 usines de thé au Rwanda.

### Marques d’exploitation
Le thé du Rwanda a reçu 11 des 12 prix qui ont été lancés lors de la Conférence des producteurs de thé africains, qui s'est tenue à Nairobi,.